# Menchia
Menchia (Moenchia Ehrh.) – rodzaj roślin z rodziny goździkowatych obejmujący trzy gatunki. Występują one w basenie Morza Śródziemnego, skąd introdukowane zostały do Ameryki Północnej, Afryki południowej i Australii. Nazwa rodzajowa upamiętnia niemieckiego botanika – Conrada Moencha (1744–1805). W Polsce odnotowywano jako zawlekane przejściowo dwa gatunki – menchię mantejską i wzniesioną.

## Morfologia
PokrójRośliny jednoroczne z cienkim korzeniem palowym.
ŁodygaWznosząca się lub wyprostowana, pojedyncza lub rozgałęziona w dolnej części.
LiścieSiedzące, tylko wyrastające u nasady ogonkowe. Blaszka liściowa z jedną wiązką przewodzącą, równowąska do lancetowatej, na szczycie zaostrzona.
KwiatyWyrastają pojedynczo lub zebrane po kilka w kwiatostanie szczytowym. Przysadki w parach, liściowate, z błoniastym obrzeżeniem. Szypuły wzniesione. Działki kielicha 4, lancetowate, do 7 mm długości, zielone, na brzegu błoniaste. Płatki 4 lub ich brak, białe, całobrzegie. Pręciki 4. Szyjki słupka 4, nitkowate, do 1 mm długości.
OwoceTorebki cylindryczne, otwierające się 8 odgiętymi ząbkami, krótsze lub równe długością działkom kielicha. Zawierają od 35 do 55 brązowych nasion.

## Systematyka
Rodzaj zaliczany jest do plemienia Alsineae i podrodziny Alsinoideae w obrębie rodziny goździkowatych. Jest rodzajem siostrzanym dla rodzaju rogownica Cerastium.
Wykaz gatunków
- Moenchia erecta (L.) P.Gaertn., B.Mey. & Scherb. – menchia wzniesiona
- Moenchia graeca Boiss. & Heldr.
- Moenchia mantica (L.) Bartl. – menchia mantejska[5], menchia mantyjska[12]